# Lípy u svatého Prokopa
Lípy u svatého Prokopa je skupina památných stromů v Příbrami. Lípa malolistá (Tilia cordata Mill.) a lípa velkolistá (Tilia platyphyllos Scop.) rostou v katastru Březové Hory v blízkosti kostela Svatého Prokopa v městském parku. Lípy jsou přibližně 200 let staré, obvod jejich kmenů je 270 a 295 cm, šířka koruny je 12 a 15 m (měřeno 2004). Zdravotní stav obou stromů je výborný. Jsou chráněny od 27. července 2004 jako krajinná dominanta a součást kulturní památky.